# Чичатка (приток Межи)
Чича́тка (Чичата) — река в Тверской области России, левый приток среднего течения Межи в бассейне Западной Двины. Протекает по территории Бельского и Жарковского муниципальных округов.
Длина реки составляет 22 км. Площадь водосборного бассейна — 793 км².
Чичатка вытекает из северо-западной оконечности озера Чичатское на высоте 173 м над уровнем моря около деревни Шкутки. Течёт по болотистой лесной местности, в основном на северо-запад. Русло сильно извилистое. Нижняя половина течения проходит по юго-западной окраине болота Козловский Мох. Устье Чичатки находится в 96 км по левому берегу Межи на высоте 166 м над уровнем моря, напротив урочища Караково.
Имеет два именованных притока:
- в 300 м от истока сливается по левому берегу с Аржатью[2][1];
- в верхнем течении ниже урочища Соловьево принимает справа Тумертвянку из озера Тумерто[1].